# Vicky Rosti
Virve „Vicky“ Rosti (* 10. November 1958) ist eine finnische Schlagersängerin.

## Leben und Wirken
Sie begann ihre Karriere in jungen Jahren; die erste Single Kun Chicago kuoli kam 1975 auf den Markt. 1987 vertrat Rosti Finnland beim Concours Eurovision de la Chanson in Brüssel mit dem Song Sata salamaa. Sie trat dort zusammen mit der Band Boulevard auf und erreichte Platz 15. Seit 1991 hat Rosti mit Freeman (* 1951) in der Band Menneisyyden Vangit gesungen. Heute ist sie verheiratet mit Juha Arikoski.

## Diskografie

### Alben
- 1975: Vicky
- 1976: 1-2-3-4-tulta! (FI: Platin)[2]
- 1977: Vickyshow
- 1978: Tee mulle niin
- 1979: Oon voimissain
- 1987: Sata salamaa
- 1992: Tunnen sen täysillä taas
- 2000: Sydämeen kirjoitettu
- 2007: Vicky Rock Vol.1
- 2014: Pitkästä aikaa (als Virve Rosti)

### Sammlungen
- 1989: Parhaat (FI: Gold)
- 1995: 20 suosikkia – Kun Chicago kuoli
- 2000: 20 suosikkia – 1-2-3-4-tulta!
- 2004: Oon voimissain – kaikki parhaat